# Сентиментальна співачка
Сентиментальна співачка (англ. Torch Singer) — американський мюзикл режисера Александра Холла 1933 року.

## Сюжет
Селлі Трент відмовляється від своєї позашлюбної дитини і віддає її на усиновлення. Батько, Майкл Гарднер, виїхав до Китаю, нічого не знаючи про дитину, і Селлі думає, що він кинув її назавжди. Вона влаштовується на роботу співачкою в нічний клуб, бере псевдонім Мімі Бенсон, і незабаром знаходить погану славу через своє пияцтво і розпусну поведінку. Але думки про дитину не дають їй спокою, і вона намагається змінити своє життя.

## У ролях
- Клодетт Колбер — Селлі Трент / Мімі Бенсон
- Рікардо Кортес — Тоні Каммінгс
- Девід Меннерс — Майкл Гарднер
- Ліда Роберті — Дора Ніколс
- Бейбі Лерой — Боббі, дитина Дори в 1 рік
- Чарлі Грейпвін — Ендрю «Джудді» Джадсон
- Сем Годфрі — Гаррі, радіо диктор
- Флоренс Робертс — мати Анжеліка
- Вірджинія Хеммонд — місіс Джулія Джадсон
- Мілдред Вашингтон — Керрі, покоївка Мімі
- Кора Сью Коллінз — Селлі в 5 років
- Хелен Джером Едді — міс Сполдінг
- Альберт Конті — Карлотті
- Етель Гріффіз — Агата Олден